# Micralarctia albescens
Micralarctia albescens là một loài bướm đêm thuộc phân họ Arctiinae, họ Erebidae.